# テレンス・マクスウィニー
テレンス・ジェームズ・マクスウィニー（Terence James MacSwiney, [məkˈswiːni] ;アイルランド語: Toirdhealbhach Mac Suibhne ; 1879年3月28日 – 1920年10月25日） は、アイルランドの劇作家、作家、政治家。1920年のアイルランド独立戦争中にシン・フェイン党のコーク市長に選出された後、扇動罪で英国政府に逮捕され、ブリクストン刑務所に投獄された。74日のハンガー・ストライキの後、1920年10月に死亡した事によって、アイルランド独立運動が国際的な注目を集める事となった。

## 出生
コークのノースメインストリート23番地で、テレンスは8人の兄弟の1人として生まれた。彼の父、コークのジョン・マクスウィニーは、1868年にジュゼッペ・ガリバルディに対する教皇の警備員として戦うことを志願し、ロンドンで学校教師を務め、後にコークにタバコ工場を開設した。この事業が失敗に終わった後、テレンスと他の子供たちを母親と長女の元に残し、ジョンは1885年にオーストラリアに移住した。
マクスウィニーの母親であるメアリー・ウィルキンソンは、英国のカトリック教徒でありアイルランド共和主義者としての思想を強く持っていた。ジョンはコークの北修道院学校でクリスチャン・ブラザーズから教育を受けたが、家族を支援するために15歳で退学した 。その後会計係になったが、王立大学（現在のコーク大学）にて勉強を続け、1907年に精神道徳科学の学位を取得した。
1901年に彼はケルト文学協会の設立を支援し、1908年にダニエル・コーケリーと共にコーク演劇協会を設立し多くの戯曲を書いた。最初の演劇「クールの最後の戦士」は1910年に制作された。1915年に制作された彼の5番目の演劇「革命家」は、一人の男の政治的立場をテーマにした。劇作家としての仕事に加えて、彼はアイルランドの歴史に関するパンフレットも書いた。

## 政治活動

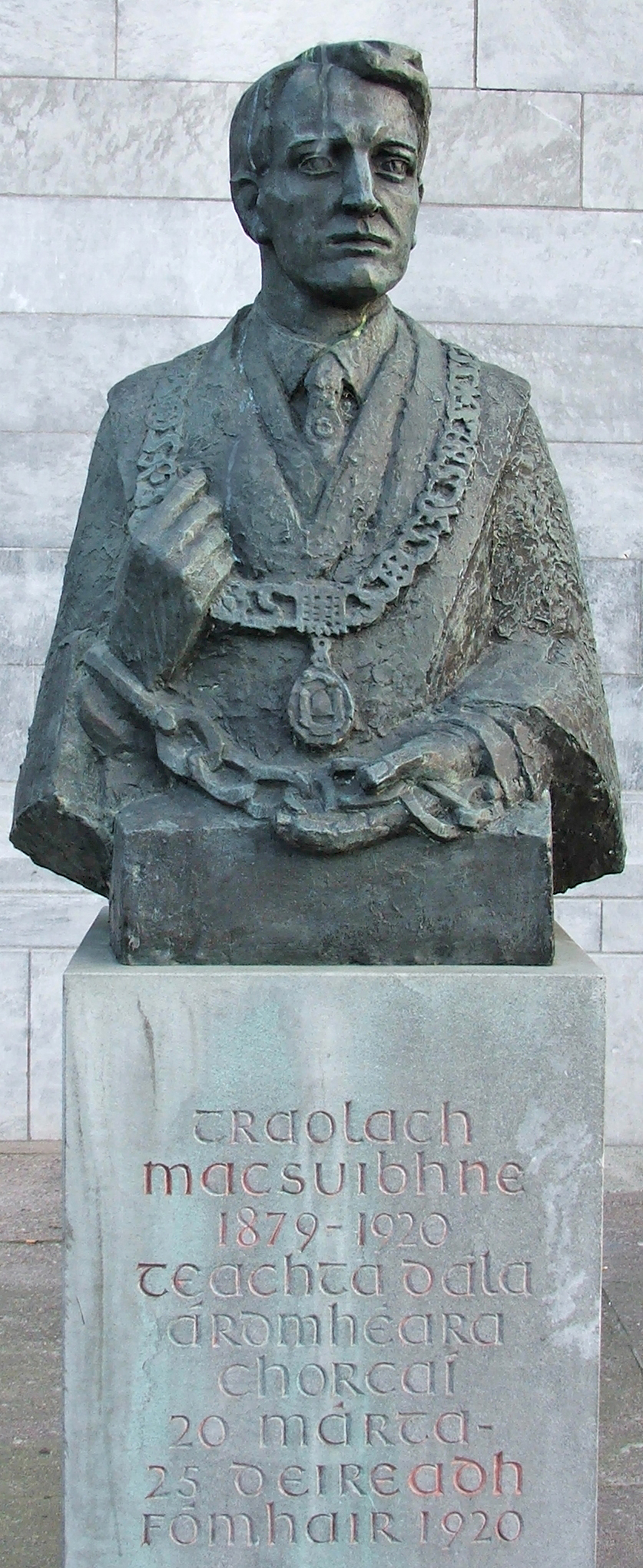
コーク市庁舎にあるテレンス・マクスウィニーの胸像

知的かつ繊細な作風な詩人であると評された。新聞『Irish Freedom』でのマクスウィニーの著作は、アイルランド共和同盟（IRB）の注目を集めた。彼は1913年にアイルランド義勇軍のコーク旅団の創設者の一人であり、シン・フェイン党のコーク支部の会長となった。彼は1914年に新聞『Fianna Fáil』を創刊したが、11版の発行後出版を差し止めされた。 1916年4月、彼はコークとケリーでのイースター蜂起の2番目の指揮官となる予定だったが、オーエン・マクニールの命令で部隊を解散せざるをえなかった。
蜂起の後、1916年12月まで国土防衛法により英国政府により投獄させられた。1917年2月、彼はアイルランドから国外退去させられ、1917年6月に釈放されるまで、シュルーズベリーとブロムヤードの強制収容所に投獄された。ブロムヤードへの国外退去の最中に、コーク蒸留所を所有するマーフィー家ののムリエル・マーフィーと結婚した。1917年11月、彼はアイルランド共和軍（IRA）の制服を着ていたとしてコークで逮捕され、IRBのトーマス・アッシュがハンガー・ストライキを行った事に触発されて、釈放前の3日間ハンガー・ストライキを行った。
1918年の総選挙で、シン・フェイン党の代表として、コーク中部地方選挙区から、国会議員に当選した。 コーク市長である友人のトマス・マクカーテンが殺害された後、1920年3月20日にマクスウィニーが市長に選出された。 その後同年8月12日、「重要な記事と文書」の所持及び暗号鍵の所持の容疑で、コークで逮捕された。8月16日に裁判所によって即座に裁判にかけられ、イングランドのブリクストン刑務所で2年の禁固刑を宣告された。

## ハンガー・ストライキ
マクスウィニーは逮捕容疑が不当であり、正規の裁判ではなく軍事裁判により裁かれた事に抗議し、刑務所への収監後ただちにハンガー・ストライキを開始した。コーク刑務所にいる他の11人のアイルランド共和主義者の囚人も同時にハンガー・ストライキを行った。8月26日、英国政府は「コーク市長の釈放はアイルランドに悲惨な結果をもたらし、おそらくアイルランド南部で軍と警察の両方の反乱につながるだろう」と述べた。 
マックウィニーのハンガー・ストライキは世界の注目を集めた。アメリカはイギリス政府に対してイギリス製品の不買運動を行い、南米の4か国が教皇に介入を呼びかけた。ドイツとフランスでも抗議行動が行われた。オーストラリアの国会議員のヒュー・マホンは、英国政府の行動に抗議した事により、「公の会合での扇動的で不誠実な発言を行った」としてオーストラリア議会から追放された。 2週間後、スペインのカタルーニャの商工自治センター（CADCI）はイギリス首相に彼の釈放を求める請願書を送り、組織の新聞であるAcció （スペイン語でAcción）上でにマクスウィニーのための運動を開始した。
ハンガー・ストライキをあきらめさせるため、彼の近くに食事が置かれる事がよくあった。ハンガー・ストライキの最後の日には、強制的に食事を与えるように試みられた。1920年10月20日、彼は昏睡状態に陥ってから5日後、ハンガー・ストライキを開始してから74日後に死亡した。彼の遺体はロンドンのサザークにあるセントジョージ大聖堂に安置され、3万人が列を作り追悼した。 ダブリンでの大規模なデモを恐れて、当局は彼の棺を直接コークに送り、 10月31日のセント・メアリーとセント・アン大聖堂での彼の葬式は大勢の人々の注目を集めた。マクスウィニーは、コークの聖フィンバー墓地にある共和主義者の区画に埋葬されており、アーサー・グリフィスは墓地の横で演説を行った。

## 影響
マクスウィニーが1911年から1912年にかけてIrish Freedom誌に寄稿した作品を元にし、Principles of Freedomと題された作品集が死後の1921年に出版された。 マクスウィニーの生涯と業績は、インドで特に大きな影響を与えた。ジャワハルラール・ネルーはマクスウィニーの行動と著作からインスピレーションを得て、マハトマ・ガンディーは彼に影響を与えた人物としてマクスウィニーを挙げた。Principles of Freedomは、テルグ語を含むさまざまなインドの言語に翻訳された。インドの革命家バガット・シンはマクスウィニーを崇拝しており、回顧録ではマクスウィニーについて記している。シンの父親がインドの英国政府に息子の恩赦を請願したとき、バガット・シンはテレンス・マクスウィニーの言葉を引用し、「私の死は私の釈放よりも大英帝国を破壊するのに役立つと確信している」と述べ、父親に請願を取り下げるように言った。彼は1931年3月23日に、イギリス人将校を殺害したとして他の2人の男性と共に処刑された。
インド以外にマクスウィニーが影響を与えた人物には、マクスウィニーの死の時にロンドンで働いていたホー・チ・ミンが挙げられる。ホー・チ・ミンはマクスウィニーについて、「そのような市民がいる国は決して降伏しない」と述べた。1920年11月1日、カタルーニャの組織CADCIはバルセロナでデモを行い、詩人で政治家のベンチュラガッソルにより、マクスウィニーを称賛するオリジナルの詩が発表された。
アイルランドでは、マクスウィニーの妹メアリー・マクスウィニーが国会議員となり、1922年1月の英愛条約に反対した。彼の兄弟のショーン・マクスウィニーも、1921年の選挙で別のコーク選挙区から国会議員に選出された。彼も同様に、英愛条約に反対した。
1945年に彼の唯一の娘、 モイラ・マクスウィニーはルアリ・ブルアと結婚した。ルアリは後に国会議員、欧州議会議員、上院議員になった。 モイラは、回想録History's Daughter：A Memoir from the Only Child of Terence MacSwiney （2006）の著者でもある。彼女は2012年5月に亡くなった。
マクスウィニーの生涯に関連する遺品は、コーク公立博物館で開催されている。ジョン・レィヴァリによる彼の肖像画と葬儀のミサの絵は、コークのクロフォード美術館に展示されている。またコーク市の北側には、彼にちなんで名付けられた中学校もあり、彼を記念した部屋がある。
パリを拠点とするアイルランド系アメリカ人の作曲家スワン・ヘネシーは、弦楽四重奏曲第2番、作品49（ "à la Mémoire de Terence McSwiney, Lord Mayor de Cork "）をマクスウィニーに捧げた。本作品は、アーサー・ダーリーが率いるアイルランドのカルテットにより、1922年1月25日にパリで最初に演奏された。

## 作品
- The Music of Freedom (筆名Cuireadóir)(詩; The Risen Gaedheal Press、1907年)
- Fianna Fáil: The Irish Army: A Journal for Militant Ireland (主にマクスウィニーの著作・編集の週刊誌、1914年9月から12月、全11号)
- The Revolutionist; a play in five acts (Maunsel and Co.、1914年)
- The Ethics of Revolt: A Discussion from a Catholic Point of View as to When it Becomes Lawful to Rise in Revolt Against the Civil Power (筆名Toirdhealbhach Mac Suibhne)（パンフレット; 1918年）
- Battle-cries (詩; 1918年)
- Principles of Freedom (The Talbot Press、1921年)
- Despite Fools' Laughter (詩; B. G. MacCarthy編)（MH Gill and Son、1944年）

## 発言
- 「最も苦しみを与えた人ではなく、最も苦しんだ人こそが乗り越える事ができる。」[17] (原文: It is not those who can inflict the most, but those who can suffer the most who will conquer.)（一部文献では「conquer」を「prevail」としている）
- 「私の死は、私の釈放よりも大英帝国を打ち砕くのに役立つと確信している。」[18]ハンガー・ストライキについて (原文: I am confident that my death will do more to smash the British Empire than my release.)
- 「私がアイルランド共和国の兵士として死んだ事の証人となってほしい。」[19]訪問する司祭への彼の最後の言葉 (原文: I want you to bear witness that I die as a Soldier of the Irish Republic.)